# Era glaciale

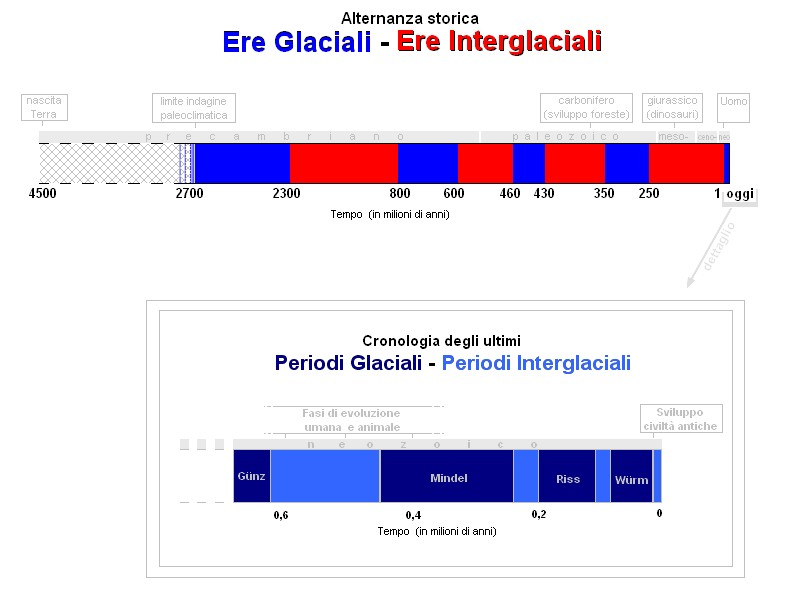
Cronologia storica relativa all'alternanza delle ere glaciali e interglaciali e degli ultimi periodi glaciali e interglaciali

Il termine era glaciale indica un intervallo di tempo della storia climatica della Terra lungo decine o centinaia di milioni di anni, in cui si registra, sulla superficie terrestre, la presenza di calotte polari e di ghiacciai terrestri più o meno estesi.
Considerando intervalli di milioni di anni, la storia climatica della Terra è stata suddivisa in ere glaciali ed ere interglaciali, a seconda dell'esistenza o meno di ghiacci sulla superficie terrestre. In particolare, le ere glaciali sono considerate le stagioni fredde della storia climatica terrestre e sono suddivise in periodi glaciali, cioè fasi di avanzamento e grande estensione dei ghiacciai (fasi chiamate "glaciazioni") e in periodi interglaciali, cioè fasi di ritiro e limitata estensione dei ghiacciai globali. Attualmente, ci troviamo in un periodo interglaciale iniziato circa 12 000 anni fa e chiamato Olocene.
Nella geologia classica venivano indicate come "epoche glaciali", termine oggi poco utilizzato, gli eventi di espansione glaciale quaternaria o, più in generale, i vari periodi glaciali che si sono susseguiti nel corso della storia climatica terrestre.
Secondo alcuni autori, la quantità di gas a effetto serra emessi nell'atmosfera e nelle acque oceaniche potrebbe essere in grado di posticipare il prossimo periodo glaciale, che altrimenti potrebbe iniziare nel giro di 50 000 anni.

## Principali ere glaciali

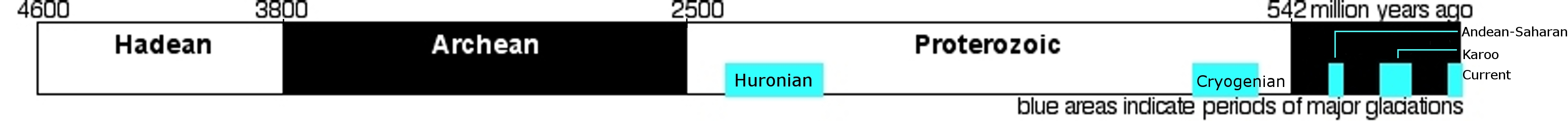
Posizionamento storico delle ere glaciali.

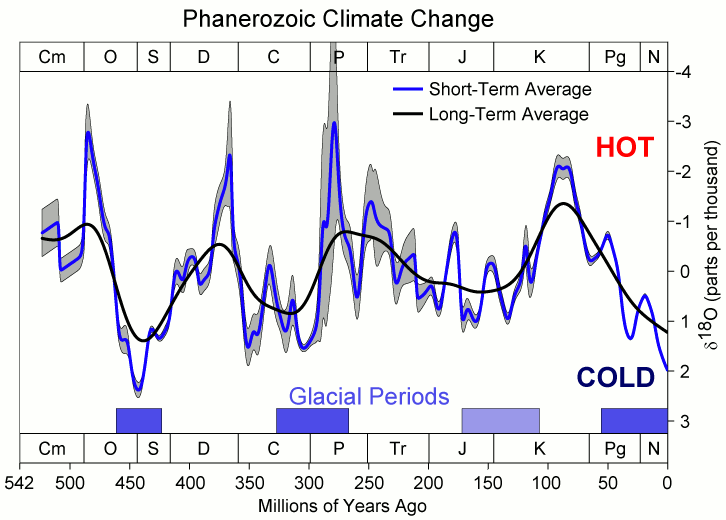
Variazione del rapporto tra gli isotopi stabili dell'ossigeno (delta-O-18) durante gli ultimi 500 milioni di anni.

Sono esistite almeno sei ere glaciali nella storia della Terra, Pongola, l'Uroniana, la Criogeniana, l'Andino-Sahariana, la Glaciazione del Karoo e la glaciazione del Quaternario. Al di fuori di queste ere glaciali, sembra che la Terra sia stata priva di copertura ghiacciata anche alle latitudini più elevate.
1. L'era glaciale più antica conosciuta è quella denominata Pongola, avvenuta fra 2,9 e 2,8 miliardi di anni fa, durante l'eone Archeano.[8]
2. La glaciazione Uroniana è avvenuta tra 2,4 e 2,1 miliardi di anni fa, all'inizio dell'eone Proterozoico. Sono esposte alcune centinaia di km del Supergruppo Uroniano sulle sponde settentrionali del Lago Huron dove sono evidenti giganteschi strati di tillite, varve e basamenti rocciosi con segni di sfregamento.
3. L'era glaciale antica di cui si sia raccolta una buona quantità di documentazione, invece, è datata tra gli 800 e i 600 milioni di anni fa (periodo Cryogeniano). Probabilmente fu l'era glaciale più importante dell'ultimo miliardo di anni. Molti suggeriscono che in quel periodo le acque del mare si fossero ghiacciate fino all'equatore o in prossimità di esso, trasformando la terra quasi in una gigantesca palla di neve.[9]
4. Una serie di glaciazioni minori si ebbero tra i 460 e i 430 milioni di anni fa, durante l'ultima parte del periodo Ordoviciano[senza fonte].
5. Si è inoltre registrata una presenza di calotte polari ad intervalli, tra i 350 e i 260 milioni di anni fa, durante i periodi del Carbonifero e del Permiano.
6. L'attuale era glaciale iniziò 40 milioni di anni fa, con la crescita della calotta glaciale sull'Antartico, ma si intensificò nel Pleistocene, circa 3 milioni di anni fa, con l'espansione della calotta glaciale nell'emisfero settentrionale. Da allora vi sono stati dei periodi di glaciazione della durata di 40 000 e 100 000 anni, durante i quali le calotte si sono estese e ritirate ciclicamente. L'ultimo periodo glaciale, la glaciazione Würm, è terminato all'incirca tra il 16000 e il 14000 a.C.[10]. La tradizione vuole però chiamare piccola glaciazione il clima freddo che caratterizzò l'Europa dal XIV al XIX secolo.

La tabella sottostante schematizza le cinque maggiori Ere glaciali della storia della Terra.
| Nome                        | Milioni di anni fa | Periodo geologico       | Era geologica     |
| --------------------------- | ------------------ | ----------------------- | ----------------- |
| Glaciazione del Quaternario | 30 - oggi          | Neogene                 | Cenozoico         |
| Karoo                       | 360 - 260          | Carbonifero e Permiano  | Paleozoico        |
| Andino-Sahariana            | 450 - 420          | Ordoviciano e Siluriano | Paleozoico        |
| Cryogeniano                 | 800 - 635          | Cryogeniano             | Neoproterozoico   |
| Uroniana                    | 2100 - 2400        | Sideriano e Rhyaciano   | Paleoproterozoico |
| Pongola                     | 2780 - 2900        |                         | Mesoarcheano      |

## Storia climatica più recente della Terra: l'attuale era glaciale

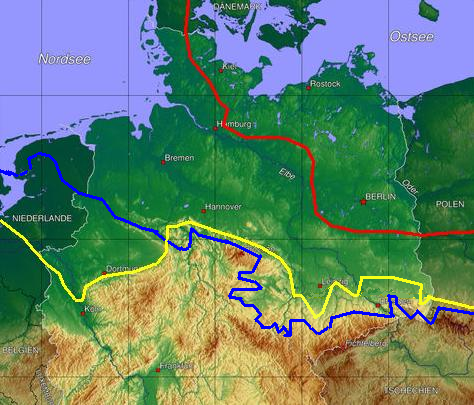
Estensione delle glaciazioni nell'Europa centro settentrionale: in rosso la glaciazione Würm, in giallo la glaciazione Riss e in blu la glaciazione Mindel.

Quello che più interessa è l'ultima era glaciale verificatasi nel Quaternario, con probabile inizio già nel Pleistocene, cioè circa un milione di anni fa. Infatti, l'effetto del glacialismo sulla conformazione dei paesaggi attuali è legato in particolar modo agli ultimi due milioni di anni di storia della Terra. Per gli ultimi 600 000 anni del Quaternario, classicamente, si distinguono quattro periodi glaciali, denominati, dal più antico al più recente, Günz, Mindel, Riss e Würm, con tre periodi interglaciali presenti tra i quattro glaciali. Recenti studi hanno in realtà messo in discussione questa suddivisione, contando fino a sei e forse otto periodi glaciali negli ultimi 800 000 anni.
L'alternarsi di periodi glaciali e interglaciali è dovuto a varie cause, i cui motivi e processi non sono del tutto noti; in particolare, esistono alcuni "cicli millenari", come la precessione degli equinozi e le nutazioni dell'asse terrestre, la rotazione della linea degli apsidi, la rotazione della linea degli equinozi, la variazione di eccentricità dell'orbita terrestre, noti nel loro complesso come cicli di Milanković; a questi va aggiunta la traslazione del sistema solare all'interno della galassia, la traslazione della stessa galassia nello spazio, le variazioni della quantità di radiazione solare che colpisce le differenti parti della terra nei diversi tempi dell'anno e nei vari periodi geologici. Altre possibili cause sono attività vulcaniche eccezionali, l'intensità delle macchie solari, le variazioni nella composizione dell'atmosfera (gas serra), lo spostamento delle placche tettoniche e l'impatto con meteoriti.
La presenza di numerosi ghiacciai e lo spesso manto di ghiaccio della Groenlandia e dell'Antartide stanno ad indicare che la Terra sta ancora attraversando un'era glaciale e i cicli orbitali ci dicono che andiamo verso una nuova glaciazione. Nel passato i cicli di forte glaciazione da 100 000 anni furono intervallati da un periodo interglaciale di 9-12 000 anni. L'attuale periodo interglaciale ha circa 10 700 anni. Andiamo quindi incontro a una ripresa della glaciazione. Tuttavia, nessuna tendenza di breve periodo o di scala decennale o persino centennale riesce a rivelare con una certa affidabilità se stia per cominciare o meno una glaciazione.
Ci sono stati almeno tre periodi ciclici di riscaldamento e raffreddamento all'interno dell'attuale periodo interglaciale. L'optimum climatico dell'Olocene ha raggiunto il suo picco 7 000 anni fa, quando la temperatura media dell'aria, dedotta dal volume di ghiaccio, era di 1,11 °C più alta del presente. I due lunghi cicli di riscaldamento che si sono verificati da 4 000 a 8 000 anni prima dell'attuale possono avere poco a che fare con l'effetto serra che si sostiene causato dalla produzione industriale di biossido di carbonio. Una piccola era glaciale cominciò circa 650 anni fa e durò fino al XIX secolo. Da allora, la Terra si è riscaldata lentamente, ma la temperatura media non si è mai avvicinata all'optimum di 7 000 e 4 500 anni fa.
Le ragioni di questi trend climatici più brevi non sono tutte ancora pienamente comprese. Tra i tanti fattori che occorre prendere più attentamente in considerazione ci sono la posizione della Terra nella galassia, i mutamenti nelle emissioni solari, le variazioni cicliche più piccole nell'orbita terrestre e le correnti oceaniche.

## Motivi delle successioni di ere glaciali ed ere interglaciali
Le cause che portano il clima terrestre a entrare e uscire ciclicamente da un'era glaciale, come pure le fluttuazioni delle glaciazioni che le riguardano, sono ancora controverse.
Vi è tuttavia un consenso generale nell'indicare che una serie di fattori sono determinanti per il verificarsi di un'era glaciale: la variazione della composizione dell'atmosfera (in particolare la quantità di anidride carbonica (CO2) e metano (CH4); i movimenti delle placche tettoniche, che determinano la posizione dei continenti sulla superficie terrestre; la variazione dell'orbita del Sole all'interno della Via Lattea e altre cause cosmiche.

### Variazioni nella composizione dell'atmosfera terrestre
Il primo di questi tre fattori è probabilmente il più influente, ed ebbe un ruolo fondamentale soprattutto nella prima era glaciale, la più rigida di tutte.
C'è una correlazione tra la diminuzione di gas a effetto serra e l'inizio delle ere glaciali ma è difficile stabilire le cause precise di queste variazioni. Le variazioni della composizione atmosferica possono essere legate anche alla posizione dei continenti, ma sicuramente anche al vulcanismo o all'impatto meteoritico sulla superficie terrestre.
Nel recente periodo la presenza dell'uomo potrebbe aver aggiunto un contributo ad un fenomeno che fino a prima era stato legato solamente ad eventi naturali. Alcuni autori ritengono che anche la già pur limitata attività degli uomini preistorici abbia influito sulla tempistica dell'ultima glaciazione.
Alcuni scienziati ritengono invece che l'attività dell'uomo non abbia influito e non influisca sul clima.

### La posizione dei continenti
Le variazioni nella posizione dei continenti, conseguenza dei movimenti delle placche tettoniche della crosta terrestre, possono avere un'influenza profonda sul flusso delle correnti oceaniche più calde che tendono a fluire dall'equatore verso i poli.
Sono state evidenziate alcune possibili configurazioni che possono avere un'influenza decisiva nell'innescare un'era glaciale:
- la presenza di un supercontinente all'altezza dell'equatore, come fu il caso di Rodinia durante il Cryogeniano. Tale configurazione portò ad un blocco della circolazione della corrente calda, causando di conseguenza un raffreddamento accentuato delle aree settentrionali.
- La presenza di terre emerse all'interno del circolo polare artico o antartico, che forniscono uno spazio sul quale la neve e il ghiaccio si possono accumulare durante i periodi freddi. La bianca coltre di ghiaccio provoca successivamente un aumento dell'albedo terrestre, cioè riflette maggiormente nello spazio la radiazione solare, contribuendo così ad un ulteriore raffreddamento della temperatura.